# Silvio Schaufelberger
Silvio Schaufelberger (21 de marzo de 1977) es un deportista suizo que compitió en bobsleigh en la modalidad cuádruple.
Ganó una medalla de plata en el Campeonato Mundial de Bobsleigh de 1999 y dos medallas en el Campeonato Europeo de Bobsleigh, plata en 1999 y bronce en 2003.

## Palmarés internacional
| Campeonato Mundial | Campeonato Mundial         | Campeonato Mundial | Campeonato Mundial |
| Año                | Lugar                      | Medalla            | Prueba             |
| ------------------ | -------------------------- | ------------------ | ------------------ |
| 1999               | Cortina d'Ampezzo (Italia) | Medalla de plata   | Cuádruple          |
| Campeonato Europeo |                            |                    |                    |
| Año                | Lugar                      | Medalla            | Prueba             |
| 1999               | Winterberg (Alemania)      | Medalla de plata   | Cuádruple          |
| 2003               | Winterberg (Alemania)      | Medalla de bronce  | Cuádruple          |